# Radio DDR I
«Радио ДДР I» («Radio DDR I») — 1-я программа Радио ГДР в 1954—1991 гг., в 1990—1991 гг. называлась «Радио Актуэлль» («Radio Aktuell»).

## Передачи

### Информационные программы
- Новости ежечасно, в 04.00-07.00 — каждые полчаса
- «Политик ам Миттаг» (Politik am Mittag) и «Политик ам Абенд» (Politik am Abend) — радиогазета по будням в 12.05-12.15 (ранее — Aus dem Zeitgeschehen), 19.10-20.00 (ранее — новости с комментариями и новостями спорта) и 22.07-22.30 (ранее — Die Welt heute abend)

### Информационно-музыкальные программы
- Magazin am Morgen и Notizen — Noten — Neuigkeiten — утренние программы Radio DDR I по будням в 04.00-08.00 и 08.00-09.45 соответственно[1][2]
- «Унтерхальтунг ам Формиттаг» (Unterhaltung am Vormittag) — предобеденная передача по будням в 10.10-11.55[3][4][5];
- Magazin am Nachtmittag — послеобеденная программа Radio DDR I по будням в 15.00-18.00 (существовала уже в 1976 году[6])
- Nachtprogramm, ранее Melodie der Nacht ежедневно в 00.05-04.00

### Литературно-драматические программы
- Радиоспектакли (преимущественно по выходным)

### Детские программы
- Aus dem Butzemannhaus — детская программа Radio DDR I в 9.45-10.00